# Вамо (Флорида)
Вамо (англ. Vamo) — переписна місцевість (CDP) в США, в окрузі Сарасота штату Флорида. Населення — 2822 особи (2020).

## Географія
Вамо розташоване за координатами 27°13′22″ пн. ш. 82°29′36″ зх. д. / 27.22278° пн. ш. 82.49333° зх. д. (27.222869, -82.493210).  За даними Бюро перепису населення США в 2010 році переписна місцевість мала площу 4,86 км², з яких 3,83 км² — суходіл та 1,02 км² — водойми.

## Демографія
Згідно з переписом 2010 року, у переписній місцевості мешкало 4727 осіб у 2550 домогосподарствах у складі 1256 родин. Густота населення становила 973 особи/км².  Було 3401 помешкання (700/км²).
Расовий склад населення:
| - 93,8 % — білих - 1,4 % — чорних або афроамериканців - 1,3 % — азіатів - 0,3 % — корінних американців - 0,1 % — вихідців з тихоокеанських островів - 1,5 % — осіб інших рас |

До двох чи більше рас належало 1,6 %. Частка іспаномовних становила 7,8 % від усіх жителів.
За віковим діапазоном населення розподілялося таким чином: 11,5 % — особи молодші 18 років, 49,8 % — особи у віці 18—64 років, 38,7 % — особи у віці 65 років та старші. Медіана віку мешканця становила 57,1 року. На 100 осіб жіночої статі у переписній місцевості припадало 82,5 чоловіків;  на 100 жінок у віці від 18 років та старших — 80,7 чоловіків також старших 18 років.
Середній дохід на одне домашнє господарство  становив 66 208 доларів США (медіана — 50 694), а середній дохід на одну сім'ю — 85 503 долари (медіана — 69 302). Медіана доходів становила 43 652 долари для чоловіків та 31 063 долари для жінок. За межею бідності перебувало 10,8 % осіб, у тому числі 15,4 % дітей у віці до 18 років та 10,1 % осіб у віці 65 років та старших.
Цивільне працевлаштоване населення становило 1718 осіб. Основні галузі зайнятості: мистецтво, розваги та відпочинок — 22,5 %, освіта, охорона здоров'я та соціальна допомога — 16,8 %, роздрібна торгівля — 15,5 %, науковці, спеціалісти, менеджери — 15,1 %.